# Kraft Foods
Kraft Foods Inc. (МФА: [kræft fuːdz ɪŋk]) — бывший второй по величине в мире концерн по производству упакованных продуктов питания (после Nestlé). Штаб-квартира компании находилась в городе Нортфилд, штат Иллинойс, США.
В марте 2015 года было объявлено, что компании Kraft Foods Inc. и H.J. Heinz Company (основана в 1869 году) будут объединены в единую компанию The Kraft Heinz Company. Акционеры Heinz получат контроль над 51 % объединённой компании, а акционеры Kraft Foods будут контролировать 49 % единой структуры. Это решение единогласно одобрили в советах директоров обеих объединяемых компаний.

## История
Компания основана в 1903 году Джеймсом Крафтом (первоначальное название — J.L. Kraft & Bros). Он был президентом компании с 1909 года по 1953 год.
Джеймс Крафт, живший в Чикаго, обратил внимание на то, что в летнюю жару негде купить сыр, так как он быстро портился, и магазины практически не закупали его. В 1903 году Крафт арендовал телегу с лошадью, рано утром приобретал сыр у производителей и ещё до наступления дневной жары развозил его покупателям. Уже в 1912 году он открыл офис в Нью-Йорке. К 1915 году на собственной фабрике Крафта в Иллинойсе производилось тридцать видов сыра, в том числе пастеризованный плавленый сыр с более длительным сроком хранения.
Во время Первой мировой войны сыр компании Крафта включался в армейские пайки. Это принесло огромную прибыль, и после войны Крафт смог приобрести несколько фабрик в США и Канаде. 

### Слияния и поглощения
В январе 2010 года было объявлено о том, что совет директоров британского производителя сладостей Cadbury принял предложение Kraft Foods о покупке британской компании за 11,9 млрд фунтов (19,7 млрд долларов).

### Разделение
В августе 2011 года было объявлено о подготовке разделения Kraft Foods на две независимые компании. В одну из них (Mondelēz International), было выделено производство снэков (шоколад Milka, Cadbury, жевательная резинка, печенье и др.), в другую — производство базовых продуктов питания (макароны, сыр, мясо, десерты, соусы, напитки) в Северной Америке.

## Собственники и руководство
До 2007 года контроль над компанией принадлежал Altria Group. Крупнейшие акционеры на 31 марта 2009 года: Berkshire Hathaway (9,4 %), фонды State Street Global Advisors (4,9 %), Capital World Investors (4,6 %), Barclays Global Investors (4 %).
Президент компании — Айрин Розенфельд.

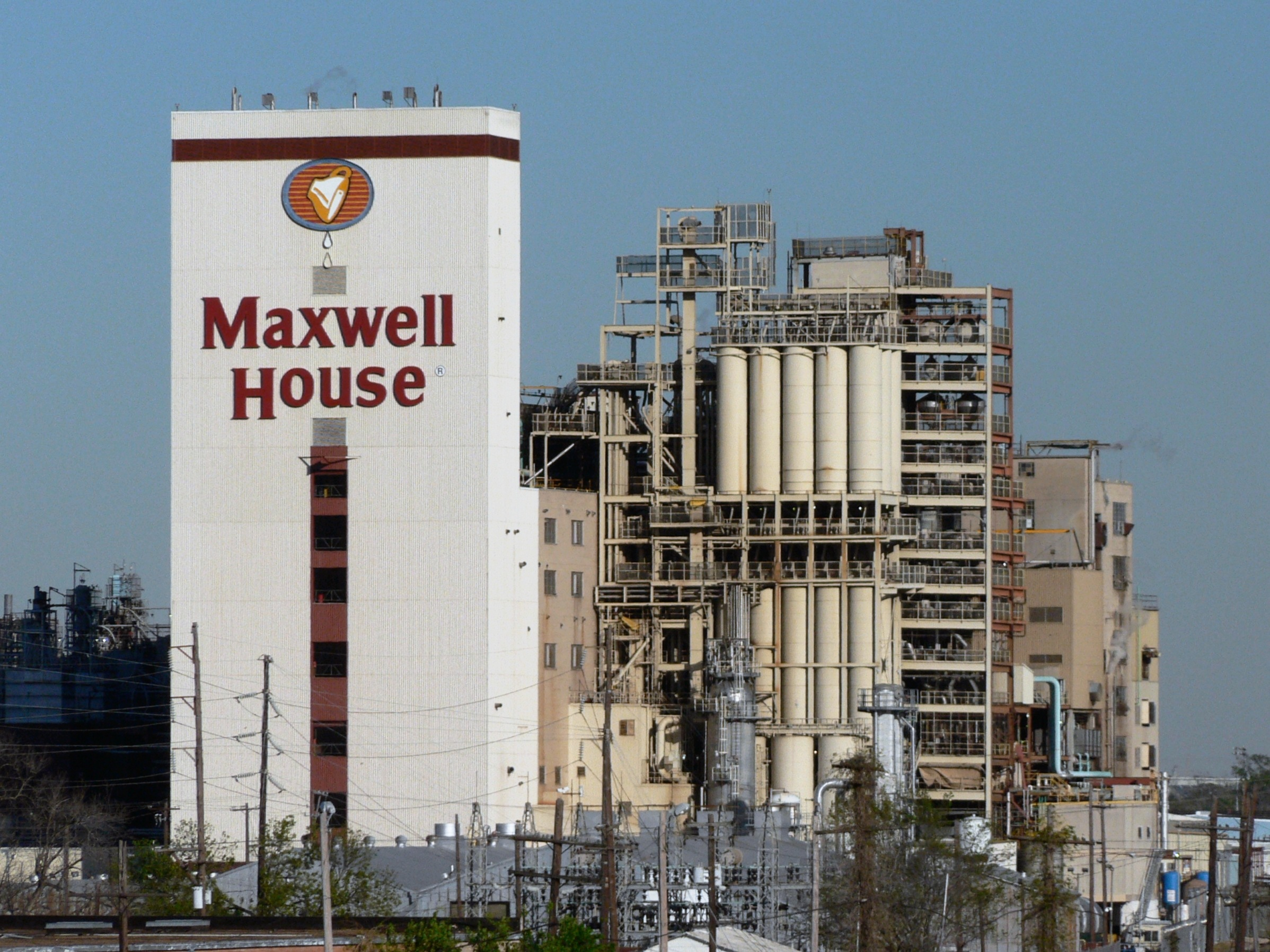
Кофейная фабрика Maxwell House компании Kraft в Хьюстоне (Техас)

## Деятельность
Kraft Foods производит и продает свою продукцию в 155 странах мира. Многие марки компании являются мировыми лидерами в своих категориях:
- сыр: Kraft;
- сливочный сыр: Philadelphia;
- кофе: Jacobs, Carte Noire, Maxcafe и Maxwell House.

Компания является крупнейшим производителем плавленых сыров в мире (по собственным данным, контролирует порядка 35 % глобального рынка).

### Kraft Foods в России
В России компания выпускала шоколад под торговыми марками Alpen Gold, Milka, «Воздушный», Toblerone; шоколадные конфеты «Чудный вечер» и Cote d’Or; кофе Carte Noire, Jacobs и Maxwell House; картофельные чипсы Estrella.
Представительство компании в России было открыто в 1994 году. В 2000 году Kraft Foods построила завод по упаковке кофе на территории Ленинградской области. С 2002 года компания выкупила российское подразделение немецкой компании Stollwerck, включая шоколадную фабрику в городе Покров. Это позволило компании выйти на второе место на шоколадном рынке страны. В 2008 году компания открыла завод полного цикла по производству растворимого сублимированного кофе в Ленинградской области.
В августе 2005 года Kraft вышла на российский рынок плавленых сыров и начала тестовые продажи в московском регионе, однако в марте 2007 года продажу сыров в России компания прекратила.
В октябре 2007 года Kraft Foods объявила о завершении сделки по приобретению международного бизнеса по производству печенья у Группы компаний Danone. В России в рамках глобального приобретения «Крафт Фудс» стала обладателем мажоритарного пакета акций ОАО «Большевик». В мае 2008 года было объявлено о переносе части производства в Собинку (Владимирская область), где в октябре 2009 года была открыта кондитерская фабрика.
В 2009 году компания установила в городе Покров памятник шоколаду.
В 2010 году в связи с поглощением компании Cadbury российскому подразделению Kraft Foods также достались шоколадная фабрика Cadbury в городе Чудово и завод по производству жевательной резинки Dirol в Великом Новгороде.

### Kraft Foods на Украине
В Украине компания занимает ведущие позиции на рынках шоколада с торговыми марками «Milka», «Toblerone», «Шоколадная фабрика Украина», «Корона», кофе — «Carte Noire», «Jacobs» и «Maxwell House», солёных снеков — картофельные чипсы «Люкс».
В декабре 1994 года компания Kraft Foods подписала соглашение с Фондом государственного имущества Украины о приобретении акций Тростянецкой шоколадной фабрики «Украина». В 1999 году компания приобрела фабрику по производству чипсов в селе Старые Петровцы Вышгородского района Киевской области. В 2005 году там же была построена фабрика по фасовке кофе.

### Kraft Foods в скандинавских странах
В 1993 году Kraft Foods приобрела фирму Freia, производящую популярный норвежский шоколад Freia Melkesjokolade.